# Región de Ziguinchor
Ziguinchor es el nombre de una región de Senegal y el de su capital. La ciudad es la capital histórica de la región conocida como Baja Casamanza.

## Departamentos con población en noviembre de 2013
- Departamento de Bignona 252,554
- Departamento de Oussouye 48,332
- Departamento de Ziguinchor 248,265

- Datos: Q822692
- Multimedia: Ziguinchor Region / Q822692